# Sant Erkenwald (poema)
Sant Erkenwald és un poema al·literatiu del s. XIV, presumptament compost al 1386. A vegades s'ha atribuït al poeta Pearl (també anomenat poeta Gawain). El protagonista n'és el bisbe de Londres entre 675 i 693.
Només n'hi ha un manuscrit, el Ms. Harley 2250 de la Biblioteca Britànica. El primer vers del manuscrit comença amb la lletra "A" rubricada de dues línies d'alçada, i el vers 176 comença amb la lletra "T" de característiques semblants. La primera edició moderna, la publicaren H. L. Savage i Israel Gollancz el 1926.

## Anàlisi de l'estructura
El poema conté 352 versos. S'hi utilitza constantment l'al·literació al llarg del text, normalment tres per vers.

## Anàlisi del contingut
L'obra presenta un incident de la vida de santErkenwald: durant la construcció d'una catedral sobre l'emplaçament d'un antic temple pagà es desenterra un sarcòfag que es troba tallat amb una escriptura que possiblement siga rúnica i conté un cadàver vestit amb robes semblants a les d'un rei. Es convoca al bisbe Erkenwald perquè acudisca al lloc i, després d'orar a Déu per resoldre aquest misteri, el difunt reviu. Amb les seues respostes a les preguntes d'Erkenwald, es revela que era un distingit jutge, famós per la seua justícia, que visqué en l'època pagana de Gran Bretanya, en temps del rei Belí, i que havia rebut els honors d'una vestimenta reial per les seues sentències imparcials. Les llàgrimes d'Erkenwald el bategen i el cadàver es converteix en pols, mentre l'ànima d'aquest home just entra en la pau eterna.

### Temes
Amb un exemplum, el poema tracta la qüestió de si és possible la salvació de les persones que han portat vides moralment admirables però que no tingueren l'oportunitat de rebre baptisme cristià. El miracle relatat demostra que la salvació és possible per a aquestes persones.

### Edicions
- Burrow, J.A. i Turville-Petre, Thorlac, A Book of Middle English, 2a edició, Oxford: Blackwell, 1996, ISBN 0631193537
- Peterson, Clifford (editor) i Finch, Casey (traductor). En The Complete Works of the Pearl Poet (Berkeley: University of Califòrnia Press. 1995), ISBN 0520078713 (presenta pàgines oposades amb el poema en anglés mitjà i la traducció en anglés modern).
- Morse, Ruth, St. Erkenwald, Cambridge: D.S. Brewer Ltd, 1975, ISBN 0874716861.
- Savage, Henry L., St. Erkenwald, Hampden, Connecticut: Archon Books, 1972, ISBN 0208011366.
- Peterson, Clifford, St. Erkenwald, Filadèlfia: University of Pennsylvania Press, 1977, ISBN 0812277236.

### Comentaris i crítiques
- Larry D. Benson, 1965 “The Authorship of St.Erkenwald.” Journal of English and Germanic Philology 64: 393-405.
- Christine Chism, Alliterative Revivals, Filadèlfia: University of Pennsylvania Press. 2002) ISBN 0812236556.
- J. R. Hulbert, 1918 - 1919 “The Sources of St. Erkenwald and the Trental of Gregory,” Modern Philology 16: 485 - 93.
- T. McAlindon, 1970 “Hagiography into Art: A Study of St. Erkenwald.” Studies in Philology 67: 472 -94.
- Ruth Nissé, "'A Coroun Ful Riche': The Rule of History in St. Erkenwald." ELH 65.2 (1998): 277-95.
- Monika Otter, "'New Werke': St. Erkenwald, St. Alban's, and the Medieval Sense of the Past," Journal of Medieval and Renaissance Studies. 24.3 (1994): 387-414.
- William A. Quinn, 1984 “The Psychology of St. Erkenwald.” Medium Aevum 3, No. 2: 180 - 93.
- G. Whatley, “Heathens and Saints: St. Erkenwald and its Legendary Context.” Speculum 61.2 (1986): 330-63.
- Helen Young, 2007 "Refusing the Medieval Other: A Case Study of Pre-Modern Nationalism and Postcoloniality in the Middle English "St Erkenwald"." 'The Politics and Aesthetics of Refusal.' Editors: Caroline Hamilton, Michelle Kelly, Elaine Minor, Will Noonan. Cambridge Scholars Publishing. 140 - 65.